# Źródło Chuderskiego
Źródło Chuderskiego – źródło znajdujące się na terenie krzeszowickiego osiedla Czatkowice Dolne, wzdłuż bocznicy kolejowej do kamieniołomu wapienia „Czatkowice” w Dolinie Krzeszówki.
Źródło Chuderskiego to obfite szczelinowe źródło krasowe o przepływie 60 l/s. Dawniej woda z miejscowych źródeł zasilała nawet Pałac Potockich w Krzeszowicach, teraz zaopatruje mieszkańców miasta Krzeszowice i okolicznych wsi, cześć też wykorzystywana jest do prywatnej rozlewni wody.